# Hiram (Ohio)
Hiram és una població dels Estats Units a l'estat d'Ohio. Segons el cens del 2000 tenia 1.242 habitants.

## Demografia
Segons el cens del 2000, Hiram tenia 1.242 habitants, 234 habitatges, i 147 famílies. La densitat de població era de 527 habitants per km².
Dels 234 habitatges en un 33,3% hi vivien nens de menys de 18 anys, en un 48,3% hi vivien parelles casades, en un 12,4% dones solteres, i en un 36,8% no eren unitats familiars. En el 28,2% dels habitatges hi vivien persones soles el 3,8% de les quals corresponia a persones de 65 anys o més que vivien soles. El nombre mitjà de persones vivint en cada habitatge era de 2,44 i el nombre mitjà de persones que vivien en cada família era de 3,04.
Per edats la població es repartia de la següent manera: un 13% tenia menys de 18 anys, un 58,5% entre 18 i 24, un 15,4% entre 25 i 44, un 9,4% de 45 a 60 i un 3,7% 65 anys o més.
L'edat mediana era de 21 anys. Per cada 100 dones de 18 o més anys hi havia 91,8 homes.
La renda mediana per habitatge era de 45.417 $ i la renda mediana per família de 50.139 $. Els homes tenien una renda mediana de 36.932 $ mentre que les dones 25.625 $. La renda per capita de la població era de 17.734 $. Aproximadament l'1,4% de les famílies i el 4,3% de la població estaven per davall del llindar de pobresa.

## Poblacions més properes
El següent diagrama mostra les poblacions més properes.